# دامتنگ (بوتان)
دامتنگ (به لاتین: Damthang) یک منطقهٔ مسکونی در بوتان (کشور) است که در استان پارو واقع شده‌است.